# Gouden slakkenhuisbij
De gouden slakkenhuisbij (Osmia aurulenta) is een vliesvleugelig insect uit de familie Megachilidae. De wetenschappelijke naam van de soort is gepubliceerd in 1799 door Panzer.